# Jean de Picquigny
Pour les articles homonymes, voir Picquigny (homonymie).
Jean de Picquigny est un noble picard, de la Maison de Picquigny, qui vécut au XIVe siècle qui joua un rôle au service du roi de France puis du roi de Navarre pendant la Guerre de Cent Ans.

## Biographie

### Famille
Issu de la Maison de Picquigny, dont la branche aînée était seigneur de Picquigny et vidame d'Amiens, Jean de Picquigny est le fils de Robert de Picquigny, conseiller du roi qui mourut entre 1345 et 1350, et de Jeanne de Fluy. De cette union naquirent sept fils et une fille. Jean de Picquigny est l'aîné. Son frère Mathieu prit une part active aux événements dans lesquels son aîné fut impliqué. Jean de Picquigny avait servi dans l'armée du roi en 1346 à la bataille de Crécy et partageait, avec Jean de Gonnelieu, le gouvernement de l'Artois pour le compte du roi Jean le Bon, tuteur du jeune duc de Bourgogne Philippe de Rouvre.
Jean de Picquigny paraît être l'auteur d'une branche implantée dans le Beauvaisis jusqu'au XVIe siècle. Il épouse Jeanne, dame de Milly, en Beauvaisis, dont il a quatre fils : Robert, Renaud, Jean et Mathieu. Robert de Picquigny, son fils aîné, héritier des deux tiers de Milly, se voit confisquer tous ses biens. Renaud de Picquigny, frère de celui-ci, hérite du tiers de Milly et a pour successeur Enguerrand de Picquigny, seigneur d'Achy, auquel succède, dès 1447, son fils, Robert de Picquigny, aussi seigneur d'Achy. En 1447, ledit Robert de Picquigny, seigneur d'Achy, fait retrait du tiers de la seigneurie de Milly. Il épouse Isabelle de Neuville, veuve en premières noces de Pierre de Boufflers et qui est veuve de lui en 1476. Il en a trois fils : Antoine, qui suit, Robert et Jehan. En 1509, Jeanne de Soubs-Saint-Léger est veuve d'Antoine de Picquigny, seigneur d'Achy, et tutrice de leurs enfants mineurs : Charles, qui suit, Johanet et Florimond. Charles de Picquigny, seigneur d'Achy, épouse Françoise des Essarts-Meigneux, dont : Marguerite de Picquigny, mariée en 1531 avec Vespasien de Carvoisin, à qui elle apporte la seigneurie d'Achy.

### Un partisan de Charles le Mauvais, roi de Navarre
Jean de Picquigny, seigneur de Fluy, avait été député de la noblesse du bailliage d'Amiens, aux États généraux de 1355 et 1356. En mars 1357, il entra au Grand Conseil et son frère Mathieu, chanoine d'Amiens, devenait collecteur de subsides ordonnés par les États.
En 1356, Jean de Picquigny, agissait de concert avec Étienne Marcel, prévôt des marchands de Paris. Profitant de la défaite de Poitiers et de la captivité du roi de France Jean II le Bon, il délivra, à la demande de la noblesse partisane de réforme et avec l'aide de ses frères Robert et Philippe, le roi de Navarre Charles le Mauvais qui était détenu sur ordre du roi au château d'Arleux, près de Cambrai. Il emmena Charles à Amiens où il fut désigné « bourgeois d'Amiens » par les échevins, ce qui était incongru pour un prince de sang royal. Il accompagna ensuite le roi de Navarre à Paris. Mahy, frère de Jean, prit une part active à ces événements. Après l'assassinat d’Étienne Marcel, le dauphin Charles, régent du royaume pendant la captivité de son père, se retrouva maître de Paris. Sa position restant fragile, il promit, dans la première quinzaine de septembre 1358, l'oubli du passé aux habitants d'Amiens. Il fallait au parti navarrais agir sans attendre. Jean de Picquigny, réfugié dans son château de La Hérelle, près de Breteuil-sur-Noye, décida de s'introduire dans Amiens pour y libérer son épouse emprisonnée par les hommes du dauphin.

### La bataille d'Amiens du 16 septembre 1358
Dans la ville d'Amiens, Jean de Picquigny pouvait compter sur trois puissants alliés, le maïeur d'Amiens, le capitaine de la ville et l'abbé du Gard. Des hommes d'armes furent introduits clandestinement dans les caves et les greniers de l'hôtel de l'abbé du Gard et des maisons avoisinant la porte de Saint-Firmin. La commune d'Amiens était à cette époque en train de construire un nouveau rempart au sud de la ville. Il y avait donc un espace compris entre deux ceintures fortifiées dans lequel s'étendaient des faubourgs.
Jean de Picquigny choisit d'attaquer la ville par la porte de La Hotoie, à l'entrée de la nouvelle enceinte. Au petit matin du 16 septembre 1358, avec les sires de Gauville, de Fricamp et de Béthisy, Jean de Picquigny pénétra avec près de 800 hommes d'armes dans le faubourg à l'extérieur de l'ancienne muraille du XIIe siècle, au cri de : « Navarre! Navarre! » À ces cris, les partisans du dauphin se réveillèrent, s'armèrent et engagèrent la lutte au corps à corps dans les faubourgs. L'alarme fut donnée à l'intérieur de la ville et les hommes d'armes fidèles au dauphin s'élancèrent à leur tour dans la bataille. Des Amiénois restés fidèles au dauphin purent prévenir le connétable Robert de Fiennes et le comte de Saint-Pol qui étaient à Corbie. Ils arrivèrent dans Amiens par la porte Saint-Michel avec 400 lances. Jean de Picquigny fut obligé de battre en retraite tout en pillant puis incendiant les faubourgs Saint-Jacques, Saint-Rémi, Saint-Michel ainsi que l'abbaye Saint-Jean.

### Une fin tragique
Jean de Picquigny mourut dans un accès de folie, à Évreux, avant mai 1359, il avait tué son chambellan, selon le chroniqueur Jean le Bel.